# Éric Boullier
Éric Boullier, född 9 november 1973 i Laval i Frankrike, är fd. chef för McLaren Formel 1-team och vice VD för Formula One Teams Association (FOTA).
Éric Boullier har en examen i Institut polytechnique des sciences avancées.